# Hello Darling
Pour plus de détails, voir Fiche technique et Distribution.
Hello Darling est un film indien de Bollywood réalisé par Manoj Tiwari sorti le 27 aout 2010.
Le film met en vedette Celina Jaitley, Isha Koppikar et Gul Panag.

## Fiche technique
- Titre : Hello Darling
- Réalisation : Manoj Tiwari
- Scénario : Sachin Shah et Pankaj Trivedi
- Musique : Pritam Chakraborty et Sanjoy Chowdhury
- Photographie : Ravi Yadav
- Montage : Sanjay Ingle et Chirag Jain
- Production : Ashok Ghai
- Société de production : Malpix Films et Mukta Arts
- Pays :  Inde
- Genre : Comédie dramatique
- Durée : 104 minutes
- Date de sortie : 
  - Inde : 27 août 2010

## Distribution
- Celina Jaitley : Candy D'Souza
- Isha Koppikar : Satvari Chaudary
- Gul Panag : Mansi Joshi
- Chunkey Pandey : Rocky
- Jaaved Jaffrey : Hardhik Vasu
- Divya Dutta : Hardhik
- Mukesh Tiwari : Inspecteur Eagle
- Anil Mange : Ashish
- Seema Biswas : Poolan Bhai
- Vivek Shauq : Ajay (cameo)
- Ronit Roy : patron gay
- Sanjay Mishra : Dead Body
- Avec la participation exceptionnelle de Sunny Deol : Nikhil Bajaj